# Waszp
Клас Wazsp — австралійський клас одномоторних човнів на підводних крилах, розроблений Ендрю Макдугаллом у 2016 році як гоночний шлюпка єдиної конструкції для юніорських та дорослих перегонів. Клас включає 4 різні розміри такелажу, кожен з яких використовує однаковий корпус з різною конструкцією крила.

## Виробництво
Проект був побудований компанією McConaghy Boats з Мона Вейл, Новий Південний Уельс, Австралія, з 2016 року та продовжується у виробництві. До травня 2019 року було побудовано 750 човнів, а до 2022 року — понад 1000  .
Торговельні агенти Waszp є на кожному континенті, окрім Африки.  Ці бренди не виробляють Waszp, але виступають дистриб'юторами цього класу.

## Дизайн
«Waszp» – це гоночний вітрильний шлюп, корпус якого виготовлений переважно з епоксидної смоли, що настоюється. Він має окремостояче такелажне обладнання типу «катбоут», увігнутий високий форштевень, вертикальний транец, алюмінієвий каркасний кермо напрямку на підводних крилах, що керується румпелем, та висувний алюмінієвий штурвал на підводних крилах. Він має складні туристичні крила та водотоннажність 106 фунт (48 кг) . Проектна вага екіпажу становить 140 до 200 фунт (64 до 91 кг) .   

## Історія експлуатації
Цей дизайн є визнаним класом єдиного дизайну в Сполучених Штатах.